# Model de Solovay
Al camp matemàtic de teoria de conjunts, el model de Solovay és un model construït per Robert M. Solovay (1970) en el qual tots els axiomes de la teoria de conjunts de Zermelo-Fraenkel es compleixen, a excepció de l'axioma d'elecció, però en el qual tots els conjunts de nombres reals són mesurables Lebesgue. La construcció se sustenta en l'existència d'un cardinal inaccessible.
D'aquesta forma Solovay va demostrar que l'axioma d'elecció és essencial per a la demostració de l'existència d'un conjunt no mesurable, i va garantir que l'existència d'un cardinal inaccessible és consistent amb ZFC, els axiomes de Zermelo-Fraenkel incloent-hi l'axioma d'elecció.

## Afirmació
Amb ZF es denota la teoria de conjunts de Zermelo-Fraenkel, i amb DC l'axioma d'elecció depenent.
El teorema de Solovay diu com així: 
| Assumint l'existència d'un cardinal inaccessible, existeix un model intern a ZF+DC d'una extensió forcing adequada V[G] tal que tot conjunt de reals és mesurable Lebesgue, té la propietat de conjunt perfecte, i té la propietat de Baire. |

## Construcció
Solovay va construir el seu model en dos passos, començant amb un model M de ZFC contenint un cardinal inaccessible κ.
El primer pas és prendre un col·lapse de Levy M[G] d'M afegint un conjunt genèric G per a la noció de forcing que col·lapsa tots els cardinals menors que κ a ω. Llavors M[G] és un model de ZFC amb la propietat que tot conjunt de reals que és definible sobre una successió numerable d'ordinals és mesurable Lebesgue, i té la propietat de Baire i la de conjunt perfecte. Això inclou tots els conjunts de reals definibles i projectius; no obstant això, per raons relacionades amb el teorema d'indefinitud de Tarski la noció de conjunt definible de reals no es pot definir en el llenguatge de teoria de conjunts, mentre que la noció de conjunt de reals definible sobre una successió numerable d'ordinals si que es pot.
El segon pas és construir el model de Solovay {\displaystyle N} com la classe de tots els conjunts en {\displaystyle M[G]} que són hereditàriament definibles sobre una successió numerable d'ordinals. El model {\displaystyle N} és un model intern d'{\displaystyle M[G]} que satisfà ZF + DC tal que tot conjunt de reals és mesurable Lebesgue, té la propietat de conjunt perfecte i té la propietat de Baire. Aquesta demostració fa ús del fet que tot real en {\displaystyle M[G]} és definible sobre una successió numerable d'ordinals i, per tant, {\displaystyle N} i {\displaystyle M[G]} tenen els mateixos reals.
En lloc d'usar el model de Solovay {\displaystyle N}, es pot usar també el model intern més petit {\displaystyle L(R)} d'{\displaystyle M[G]}, que consisteix en la clausura constructible dels nombres reals, que té propietats similars.

## Complements
Solovay va suggerir al seu article que l'ús d'un cardinal inaccessible podria no ser necessari. Diversos autors van provar versions més febles del resultat de Solovay sense assumir l'existència d'un cardinal inaccessible. En particular, Krivine (1969) va provar que existeix un model de ZFC en el qual tot conjunt ordinal-definible de reals és mesurable, Solovay va demostrar que existeix un model de ZF+DC en el qual existeix una extensió invariante-traslacional de la mesura de Lebesgue a tots els subconjunts dels reals, i Shelah (1984) va demostrar que existeix un model en el qual tots els conjunts de reals tenen la propietat de Baire (de manera que el cardinal inaccessible és innecessari en aquest cas).
El cas de la propietat de conjunt perfecte el va resoldre Specker (1957), que va provar (en ZF) que si tot conjunt de reals té la propietat de conjunt perfecte i el primer cardinal no numerable ℵ1 és regular llavors ℵ1 és inaccessible en aquest model. Combinat amb el resultat de Solovay, això demostra que l'afirmació «Existeix un cardinal inaccessibl » i «Tot conjunt de reals té la propietat de conjunt perfecte» són equiconsistentes en ZF.
Finalment, Shelah (1984) va demostrar que la consistència d'un cardinal inaccessible és també necessària per construir un model en el qual tots els conjunts de reals siguen mesurables Lebesgue. Més precisament, va demostrar que si tot conjunt Σ1
3 de reals és mesurable llavors el primer cardinal no numerable ℵ1 és inaccessible en aquest model, de manera que la condició sobre un cardinal inaccessible no es pot obviar del teorema de Solovay. Shelah també va provar que la condició Σ1
3 és propera a la millor possible construint un model (sense usar un cardinal inaccessible) en el qual tots els conjunts Δ1
3 de reals són mesurables. Raisonnier (1984), Stern (1985) i Miller (1989), (Raisonnier (1984)) van detallar en els seus articles aquest resultat.
Shelah & Woodin (1990) van demostrar que si hi ha cardinals supercompactos, llavors tot conjunt de reals en {\displaystyle L(R)}, els conjunts constructibles generats pels reals, és mesurable Lebesgue i té la propietat de Baire. Això inclou tot conjunt de reals «raonablement definible».